# Alessio Cavatore
Alessio Cavatore (* 14. Februar 1978 in Turin) ist ein italienischstämmiger, englischer Spieleautor für Tabletop- und Brettspiele.

## Kindheit
Alessio Cavatore wurde in Turin, Italien, am 14. Februar 1978 geboren.
Er studierte zunächst Biologie, bis er 1995 die italienischen Warhammer-Meisterschaften mit Skaven gewann. Er brach sein Studium ab, um sein Einkommen mit Spielen zu verdienen.

## Karriere
1996 zog Cavatore nach Nottingham, England, um für Games Workshop ursprünglich als Übersetzer zu arbeiten. Nach ca. 1 Jahr bekam er eine Stelle im Design-Studio von Games Workshop als Assistent Game Developer (auf dt.: Assistent Spieleentwickler). Sein erstes Buch war das Armeebuch der Vampirfürsten für Warhammer Fantasy, das 1999 veröffent wurde. Er schrieb mehrere Erweiterungen für Warhammer Fantasy bevor er die Leitung über das Der-Herr-der-Ringe-Tabletop-Spiel übernahm.
1999 wurde Mortheim von Alessio Cavatore, Tuomas Pirinen und Rick Priestley entwickelt.
2004 wurde Cavatore verantwortlich für alle Regelwerke der drei Hauptspiele von Games Workshop – Warhammer Fantasy, Warhammer 40,000, und Der Herr der Ringe
2006 schrieb er die Regeln für die 6. Edition und 2009 die Regel für die 7. Edition von Warhammer.
2010 gründete er River Horse, um seine eigenen Spiele herauszugeben und arbeitete als Berater mit vielen anderen bekannten Herausgebern in der Spieleindustrie zusammen.
2010 entwickelte Cavatore Kings of War für Mantic Games.
Mit River Horse Origins hat Alessio Cavatore viele, teilweise preisgekrönte Tabletop- und Brettspiele entwickelt oder mitentwickelt, wie z. B. Deus Vult, Shuuro, Loka, Waterloo – Quelle Affaire!, Terminator Genisys. Ganz zu schweigen von einer Fülle von Erweiterungen und anderen Arten von Ergänzungen und Hilfsmaterial für diese Spiele.
Er ist der leitende Spieleentwickler für Conquest: The Last Argument of Kings und Conquest: First Blood, beide von Para Bellum Games.
Er entwickelte in einem Team für Draco Studio das Tabletop-Spiel Dragonbond: Battles of Valerna, das 2023 über Kickstarter finanziert werden soll. Das Spiel ist im Dragonbond-Universum angesiedelt und wird nur Miniaturen für den 3D-Drucker anbieten.
2024 wurde die 3. Edition von Bolt Action angekündigt, die Alessio Cavatore für Warlord Games entwickelte.

## Film
Alessio Cavatore hatte einen Cameo-Auftritt in dem Film Die Rückkehr des Königs als Rohirrim in der Schlacht auf dem Pelennor, an der Seite von Games-Workshop-Designer Alan Perry, Michael Perry und Brian Nelson. Sie können in der Nähe des Mumakil gesehen werden, der in der Nähe von Peregrin Tuk unter den Überresten der Schlacht nach Meriadoc Brandybock sucht, und ist auch auf der Base der Miniatur des Mûmakil von Games Workshop zu sehen.

## Arbeiten

### Games Workshop
- Warhammer – 6. Edition[5]
- Warhammer – 7. Edition[6]
- Warhammer 40.000 - 7. Edition
- Warmaster (mit Rick Priestley und Stephan Hess)[15]
- Der Herr der Ringe (mit Rick Priestley)[16]

### Mantic Games
- Kings of War – 1. Edition

### Warlord Games
- Bolt Action (mit Rick Priestley)

### River Horse
- Shuuro
- Loka
- The Tarot of Loka
- Waterloo – Quelle Affaire
- Terminator Genisys: The Miniatures Game
- Jim Henson’s Labyrinth: The Board Game
- My Little Pony Tails of Equestria: The Storytelling Game[17]

### Para Bellum Games
- Conquest: The Last Argument of King[9]
- Conquest: First Blood[9]